# Tectaria durvillei
Tectaria durvillei là một loài thực vật có mạch trong họ Dryopteridaceae. Loài này được (Bory) Holttum miêu tả khoa học đầu tiên năm 1991.